# Sophronica nigritarsis
Sophronica nigritarsis là một loài bọ cánh cứng trong họ Cerambycidae.